# Unterseeboot 1017
L'Unterseeboot 1017 ou U-1017 est un sous-marin allemand (U-Boot) de type VIIC/41 utilisé par la Kriegsmarine pendant la Seconde Guerre mondiale.
Le sous-marin est commandé le 23 mars 1942 à Hambourg (Blohm + Voss), sa quille posée le 19 avril 1943, il est lancé le 1er mars 1944 et mis en service le 13 avril 1944, sous le commandement du Kapitänleutnant Victor Graf von Reventlow-Criminil.
Il est coulé par l'Aviation britannique dans l'Atlantique Nord, en avril 1945.

## Conception
Unterseeboot type VII, l'U-1017 avait un déplacement de 769 tonnes en surface et 871 tonnes en plongée. Il avait une longueur hors-tout de 67,10 m, un maître-bau de 6,20 m, une hauteur de 9,60 m et un tirant d'eau de 4,74 m. Le sous-marin était propulsé par deux hélices de 1,23 m, deux moteurs diesel Germaniawerft M6V 40/46 de 6 cylindres en ligne de 1 400 cv à 470 tr/min, produisant un total de 2 060 à 2 350 kW en surface et de deux moteurs électriques Brown, Boveri & Cie GG UB 720/8 de 375 cv à 295 tr/min, produisant un total 550 kW, en plongée. Le sous-marin avait une vitesse en surface de 17,7 nœuds (32,8 km/h) et une vitesse de 7,6 nœuds (14,1 km/h) en plongée. Immergé, il avait un rayon d'action de 80 milles marins (150 km) à 4 nœuds (7,4 km/h; 4,6 milles par heure) et pouvait atteindre une profondeur de 230 m. En surface son rayon d'action était de 8 500 milles nautiques (soit 15 700 km) à 10 nœuds (19 km/h).
L'U-1017 était équipé de cinq tubes lance-torpilles de 53,3 cm (quatre montés à l'avant et un à l'arrière) et embarquait quatorze torpilles. Il était équipé d'un canon de 8,8 cm SK C/35 (220 coups), d'un canon antiaérien de 20 mm Flak et d'un canon 37 mm Flak M/42 qui tire à 15 350 mètres avec une cadence théorique de 50 coups par minute. Il pouvait transporter 26 mines TMA ou 39 mines TMB. Son équipage comprenait 4 officiers et 40 à 56 sous-mariniers.

## Historique
Il passe son temps d'entraînement initial à la 31. Unterseebootsflottille jusqu'au 31 octobre 1944, puis il rejoint son unité de combat dans la 11. Unterseebootsflottille.
Sa première patrouille est précédée d'un court trajet de Kiel à Horten. Elle commence le 28 décembre 1944 au départ d'Horten pour les côtes britanniques. Le 6 février 1945, l'U-1017 attaque le convoi TBC-60 au sud-est de Durlston Bay (en). Le cargo britannique Everleigh est touché d'une torpille et coule avec six des 56 membres d'équipage. Les survivants sont secourus par le HMS LCI(L)-33 et débarqués à Portland.
Le 11 février 1945 à 17 h 25, l'U-1017 lance trois torpilles contre un cargo belge du convoi BTC-65, à quatre milles nautiques du phare d'Eddystone. Seule la troisième torpille le touche du côté bâbord. Sur les 63 membres d'équipage, vingt sont tués dans l'attaque. Le navire est remorqué par le HMS Allegiance,  coulant de nuit dans la baie de Bigbury à la position 50° 17′ N, 3° 58′ O.
Après 65 jours en mer, l'U-1017 atteint Trondheim le 2 mars 1945.
Sa deuxième patrouille débute le 14 avril 1945 pour l'Atlantique Nord. Le 29 avril 1945, l'U-1017 est attaqué et coulé au nord-ouest de l'Irlande à la position 56° 04′ N, 11° 06′ O, par des charges de profondeur et des Mark 24 mine d'un Consolidated B-24 Liberator britannique du No. 120 Squadron RAF (en).
Les 34 membres d'équipage meurent dans cette attaque. Aucune liste officielle de l'équipage de l'U-Boot n'a été établie pour sa dernière patrouille. Seulement 34 hommes sont identifiés, le nombre exact de morts est inconnu (estimation : quarante-quatre sous-mariniers).
Le B-24 Liberator est peut-être à l'origine du naufrage de l'U-398, disparu en avril 1945.

## Affectations
- 31. Unterseebootsflottille du 13 avril 1944 au 31 octobre 1944 (Période de formation).
- 11. Unterseebootsflottille du 1er novembre 1944 au 29 avril 1945 (Unité combattante).

## Commandement
- Kapitänleutnant Viktor Graf von Reventlow-Criminil du 13 avril 1944 au 16 juin 1944.
- Oberleutnant zur See Werner Riecken du 17 juin 1944 au 29 avril 1945 (Croix allemande).

## Patrouilles
|       | Commandant           | Départ           | Départ    | Arrivée          | Arrivée   | Jours    | Succès   |
| ----- | -------------------- | ---------------- | --------- | ---------------- | --------- | -------- | -------- |
|       | Oblt. Werner Riecken | 18 décembre 1944 | Kiel      | 23 décembre 1944 | Horten    | 6 jours  |          |
| 1     | Oblt. Werner Riecken | 28 décembre 1944 | Horten    | 2 mars 1945      | Trondheim | 65 jours | 10 604   |
| 2     | Oblt. Werner Riecken | 14 avril 1945    | Trondheim | 29 avril 1945    | Coulé     | 16 jours |          |
| Total | Total                | Total            | Total     | Total            | Total     | 87 jours | 10 604 t |

Note : Oblt. = Oberleutnant zur See

## Navires coulés
L'U-1017 a coulé deux navires marchands totalisant 10 604 tonneaux au cours des deux patrouilles (87 jours en mer) qu'il effectua.
| Date            | Nom                    | Nationalité | Tonnage | Convoi | Fait  | Localisation        |
| --------------- | ---------------------- | ----------- | ------- | ------ | ----- | ------------------- |
| 6 février 1945  | Everleigh              | Royaume-Uni | 5 222   | TBC-60 | Coulé | 50° 30′ N, 1° 48′ O |
| 11 février 1945 | SS Persier (1918) (en) | Belgique    | 5 382   | BTC-65 | Coulé | 50° 14′ N, 4° 20′ O |